# Herbert Laschet Toussaint
Herbert Laschet Toussaint (* 1957 in Eupen), als Autor HEL, ist ein deutscher Lyriker und Herausgeber in Berlin.

## Publizistik
Laschet Toussaint publiziert seit 1977 Graue Literatur, erste Publikationen erschienen in Ulcus Molle (Hrsg. Josef Wintjes). Er trat als Publizist zeitgenössischer Lyrik auf, so als  Co-Autor von Pop-Schamanismus (zusammen mit Thomas Nöske) und war Mitherausgeber der Zeitschriften Zirkular am Zeitstrand (1998–2004) und Zirkular (seit 1977). 1984 war er Mitgründer der Düsseldorfer RHEIN RUHR SCHAU (Zeitung für Kultur im Kohlenpott unterstützt von Joseph Beuys), Rubrikleiter für Die Brücke an der Spree (seit 1989, im Magazin Die Brücke) und von Berlinlastschriften (1999–2004, im Berliner Magazin Libus). Von 2008 bis 2015 war er Redakteur der Literaturzeitschrift floppy myriapoda.

## Leben
Laschet Toussaint debütierte 1977 im Seitenflügel des Elisenbrunnen (Aachen) und arbeitete im Rahmen der Literaturinitiative Aachen (LINA) an der Zeitschrift Fenster/Schreibheft mit. Er gab 1981–1985 Kabarett- und Liederabende (Beiträge für ostbelgische Piratenradios) und trat in Hilka Nordhausens Hamburger Buch Handlung Welt auf (Gruppe 60/90). Toussaint saß 1994 im Komitee des 2. SocialBeat-Festivals und organisierte in Berlin von 1994 bis 2000 die Lesebühne SchwarzlesereY. 1995 veranstaltete er im Kunsthaus ACUD das Gipfeltreffen Sonett + Massengrab (vgl. Klaus M. Rarisch). 2001 war er Mitveranstalter der Berliner Galerie-Lesereihe LyrikLounge zusammen mit Tom de Toys. Er ist verwandt mit dem CDU-Politiker Armin Laschet.

## Auszeichnungen
- 1991 erhielt er den Preis der Arbeit (Klagenfurt)
- 4. NAHBELL-Preisträger 2003 (alternativer Lyrik-Nobelpreis des G&GN-Institutes für die lebenslange Unbestechlichkeit eines Gesamtwerkprozesses)[3].

## Veröffentlichungen (Auswahl)
- Nachbarin Dimitrowa, Berlin : EdK/Distillery, Schock Edition (1), Januar 2011, ISBN 978-3-941330-28-3
- Die erste Ghazele und Die Welt ist nebeleng. In: Wortwuchs, Nr. 4, Erfurt 2010. ISSN 1869-9111
- Das süße Land, Berlin : SuKuLTuR, 2009 (Reihe Schöner Lesen, Nr. 87)
- Klompenmeistersang, Berlin : SuKuLTuR, 2006 (Reihe Schöner Lesen, Nr. 10)
- Im Altamiracafé, Berlin : SuKuLTuR, 2006 (Reihe Schöner Lesen, Nr. 7)
- Clap clap the Knieriem rap, Klingenberg : Verlag im Proberaum 3, 2006
- Trostlied für Nada, Köln : Krash Neue Edition im Stahl-Verlag, 2005, ISBN 978-3-937846-02-6
- NA55PO3M, Berlin : SuKuLTuR, 2005 (Reihe Schöner Lesen, Nr. 15)
- Mehr- & Kehrwert, Hamburg : Wohlleben, 2000
- Autogensonette, Hamburg : Wohlleben, 2000
- Sodoms Himmel, Hamburg : Wohlleben, 1996